# 黄钾铁矾
黄钾铁矾（英語：Jarosite）是钾和三价铁的水合硫酸盐矿物，化学式为KFe3(SO4)2(OH)6，这种硫酸盐矿物是硫化铁在矿床中氧化所形成。黄钾铁矾通常是锌提纯和精炼过程中产生的副产品，也与酸性矿山排水和酸性硫酸盐土壤环境有关。

## 物理属性

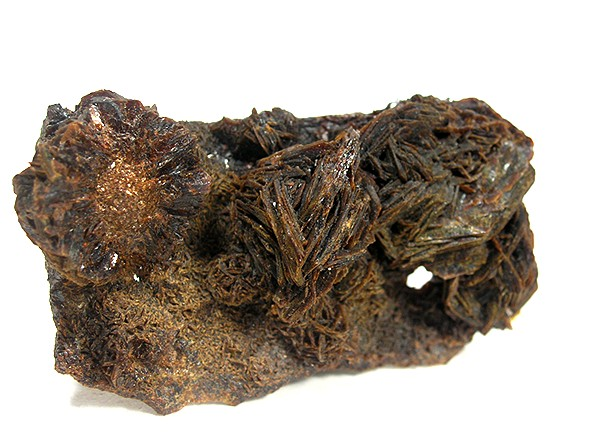
墨西哥奇瓦瓦州阿尔达马市佩尼亚布兰卡山脉黄钾铁矾晶体（5.6 x 3.1 x 1.6厘米）。

黄钾铁矾为三方晶系结构，质脆，具有基底解理，莫氏硬度为2.5-3.5，比重3.15-3.26。半透明至不透明，有玻璃质到无光泽，颜色为深黄至黄棕色。有时可能与铁帽（覆盖在矿体上的氧化盖）中常见的褐铁矿或针铁矿混淆，黄钾铁矾是硫酸铝钾，即明矾石的铁质类似物。

## 固溶体系列
明矾石超群包含明矾石、黄钾铁矾、砷铅铁矾、纤磷钙铝石和磷铝铈矿亚群。明矾石超群矿物相互同构，彼此间可发生置换，从而形成多种固溶体系列。明矾石超群的通式为AB3(TO4)2(OH)6，在明矾石亚组中B为铝（Al）；而黄钾铁矾亚群中，B则是三价铁（Fe3+）。砷铅铁矾亚群的通式是AB3(XO4)(SO4)(OH)6；纤磷钙铝石亚群的为AB3(TO4)2(OH)5•H2O；磷铝铈矿亚群的则是AB3(TO4)2(OH)5或6。

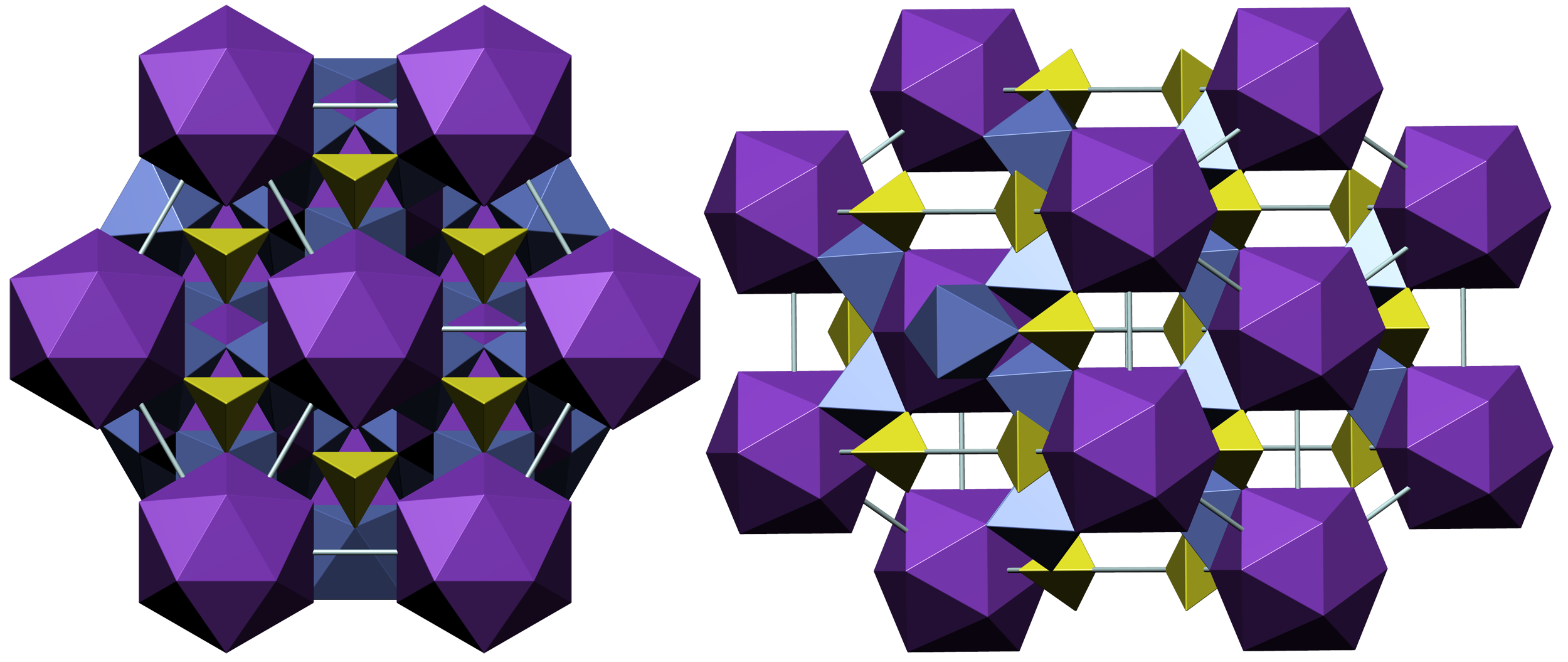
黄钾铁矾晶体结构色码：钾：紫色；硫：橄榄色；铁：紫蓝色；晶胞：天蓝色。

在黄钾铁矾-明矾石系列中，铝可以替代铁，黄钾铁矾和明矾石之间可能存在完整的固溶体系列，即KAl3(SO4)2(OH)6，但中间成员很少。产自捷克科佩克（Kopec）的矿料中大约含有相等的铁和铝，但黄钾铁矾中铝的含量通常很低。
当沉积在粘土中的黄铁矿氧化形成黄钾铁矾时，钾离子(K+)的主要来源为伊利石、非膨胀粘土或正长石。在其他地质环境中，云母蚀变也可能是钾的来源。 
在黄钾铁矾-钠黄铁矾系列中，钠替代钾至少为钠/钾=1:2.4，但纯钠的端元钠黄铁矾NaFe3(SO4)2(OH)6在自然界中的性状尚不清楚。钠>钾的矿物称为钠黄铁矾。在低于100摄氏度的低温环境下有利于端元的形成（黄钾铁矾和钠黄铁矾），且从亚利桑那州艾派克斯矿和犹他州戈尔德山样本中发现的黄钾铁矾和钠黄铁矾振荡区图示，表明两种端元之间存在较宽的互溶间隙，但黄钾铁矾和钠黄铁矾之间是否存在完整的系列尚值得怀疑。
水合氢黄铁矾中，水合氢离子（H3O+）也可替代K+，随着水合氢离子含量的增加，虽然晶格常数“a”变化不大，但常数“c”明显降低。由于富碱黄钾铁矾优先形成，所以水合氢黄铁矾只能从缺碱溶液中产生。
二价阳离子也可取代A位的一价阳离子K+，电荷平衡可以通过三种方式实现：
首先，用一个二价阳离子取代两个一价阳离子，并留下一个A位空缺，如纤磷钙铝石亚群成员之一的水磷铝铅矿，Pb2+Al3(PO4)2(OH)5.H2O；
其次，通过在B位引入双价离子，如明矾石亚群的羟铅铝钒，Pb2+Cu2+Al2(SO4)2(OH)6和黄钾铁矾亚群的铜铝铁矾，PPb2+Cu2+(Fe3+,Al)2(SO4)2(OH)6；
第三，用三价阴离子替换二价阴离子，如砷铅铁矾亚群的砷铅铁矾，PbFe3+3(AsO4)3−(SO4)(OH)6。  

## 历史
1852年，奥古斯特·布里索普(August Breithaupt)在阿尔玛格雷拉山脉的哈罗索峡谷（西班牙阿尔梅里亚省阿尔曼佐拉洞，靠近洛斯洛博斯）首次记载了黄钾铁矾。黄钾铁矾这一名字也直接取自“贾拉”（Jara）—西班牙语“岩蔷薇”，一种生长于该山脉中的岩蔷薇属黄花，矿物与这种花有相同的颜色。
在距离墨西哥城30英里的一座古代六层阶梯金字塔—羽蛇神庙的地下洞室内发现了直径1.5至5英寸、通体布满黄钾铁矾的神秘粘土球。

### 火星探测
勇气号、机遇号和好奇号三辆火星漫游车都探测到了硫酸铁和黄钾铁矾，这些物质的存在表明火星表面普遍存在着强氧化条件。2009年5月，勇气号火星车行驶时陷入一块软硫酸铁中，这块软硫酸铁被埋在一片外观正常的土壤下面。由于硫酸铁的内聚力很小，漫游车的车轮无法获得足够的牵引力将车身拖出硫酸铁地块。虽然尝试过多种方法来解救漫游车，但车轮最终还是深深陷入进硫酸铁中，以致车身被架在了地面，车轮无法对下方地表施加任何作用力。由于喷气推进实验室团队未能解救出“勇气号”，则标志着该火星车的探索旅程被迫提前结束。

### 南极探孔
在地球上，黄钾铁矾主要出现在粘土环境中黄铁矿氧化的最后阶段，在酸性条件普遍的矿山尾矿废弃物中也可以发现黄钾铁矾。出人意料的是，在一段南极钻孔冰芯内，偶然发现了数量极少的黄钾铁矾尘埃微粒。这一令人惊讶的结果是地质学家在1620米长的冰芯柱内寻找能指示冰河期周期的特定矿物时所发现。地质学家们推测黄钾铁矾尘埃也可能积聚在火星冰川的冰层中，但这一假设仍有争议，因为在火星上黄钾铁矾沉积物可能非常厚（厚达10米），但同时，火星也是一颗多尘的星球，如果火星上没有板块构造，冰川尘埃沉积物可能需要很长一段时间才能累积起来。

## 材料科学中的应用
黄钾铁矾也是一种更通用的术语，表示AM3(OH)6(SO4)2形式的一系列化合物，其中：
A+=Na、K、Rb、NH4、H3O、Ag、Tl，
M3+=Fe、Cr、V。
在凝聚态物理和材料科学中，它们因包含与几何不稳定性有关的笼目晶格结构层而闻名。

## 參见
- 明矾石
- 硫酸铁
- 伊利石
- 勇气号火星探测车最后陷车事故